# Luis Arconada
Luis Miguel Arconada Echarri (bas. Luis Mikel Arkonada Etxarri; San Sebastián, 26 giugno 1954) è un ex calciatore spagnolo, di ruolo portiere. Fu capitano della Real Sociedad e della nazionale spagnola.

## Carriera

### Club

#### Gli inizi
Ha giocato nel Lengokoak, squadra della sua città natale, dalla quale fu comprato dalla Real Sociedad nel 1970. Dopo essersi fatto le ossa per varie stagioni nel San Sebastián CF, squadra satellite della Real Sociedad, fu promosso nella prima squadra della Real Sociedad nel 1974 appena compiuti i 20 anni.
All'inizio gli altri due grandi portieri della Real Sociedad, Pedro María Artola e Urruti, chiudevano ad Arconada lo spazio da titolare nella squadra. Artola firmò però per il Barcellona nel 1975. Ciò permise ad Arconada di diventare il secondo portiere della squadra e di debuttare con la Real in una partita di Coppa UEFA contro il Liverpool il 22 ottobre 1975. In quella stagione ottenne il posto da titolare durante l'ultima parte della Liga, soppiantando Urruti, che si vide obbligato a firmare per il Espanyol per continuare a giocare.

#### Real Sociedad

Arconada alla Real Sociedad nel 1979, battuto dal tiro di Gianpiero Marini nella sfida di Coppa UEFA in casa dell'Inter.

Dal 1976 Arconada fu per 13 anni padrone indiscutibile della porta della squadra di San Sebastián. Malgrado fosse considerato uno dei migliori portieri del mondo nella sua epoca, fu sempre fedele alla Real Sociedad, nella quale portò a termine tutta la sua carriera professionale. Giocò un totale di 551 partite ufficiali con la Real Sociedad, 414 delle quali nella Liga spagnola. Partecipò ai più importanti successi della storia di questo club, vincendo con esso tutti i titoli del suo palmarès. Arconada fu il capitano della migliore generazione di calciatori della Real insieme a Jesús María Zamora, Roberto López Ufarte, Jesús María Satrústegui, Alberto Górriz, Juan Antonio Larrañaga, José Mari Bakero, ecc., agli ordini di Alberto Ormaetxea e, nella parte finale della sua carriera, di John Toshack.
Fu vicecampione della Liga nel 1980 e batté un record di imbattibilità che resta ancora vigente nel Campionato spagnolo di calcio e grazie a quel primato, vinse il suo primo Trofeo Zamora. Nelle due stagioni successive arrivarono i due titoli di Liga della Real e a livello personale altri due Trofei Zamora. Nel 1983 la Real vinse la prima Supercopa de España, mentre nella Coppa dei Campioni del 1982-83 arrivò alle semifinali dove fu eliminata dal futuro campione, l'Amburgo.
In tutta la sua carriera, Arconada fu colpito solo da una lesione grave, che si verificò nella prima giornata di Liga della stagione 1985-1986 e che gli fece perdere l'intero campionato. Il suo ruolo nella squadra fu ricoperto con notevole bravura da parte di un giovane portiere, Agustín Elduayen. L'anno seguente Elduayen firmò per l'Atlético de Madrid e Arconada riprese il posto da titolare.
Nel 1987 la sua brillante condotta nella fase dei rigori permise alla Real di impadronirsi del titolo di campione di Copa del Rey, dopo aver pareggiato 2-2 nella finale con l'Atlético de Madrid. L'anno seguente, nel 1988, nell'ultimo grande campionato di Arconada con la Real, la squadra ottenne il secondo posto nella Liga e nella Copa. Il suo ritiro dalla compagine e dal calcio giunse nel 1989, essendo titolare della squadra anche nella sua ultima stagione. Al momento del ritiro stava per compiere 35 anni.
Il suo carisma, tanto dentro come fuori dal campo, lo portò ad essere l'idolo di molti tifosi di calcio, che non erano necessariamente sostenitori della Real Sociedad. Diventò famosa la frase della tifoseria txuri-urdin: «No pasa nada tenemos a Arconada» ("Non passa niente abbiamo Arconada"). Al suo ritiro, il suo posto nella porta txuri-urdin fu occupato da José Luis González. Tutti i portieri che dal 1989 sono passati per la porta realista hanno dovuto soffrire il fatto di vedersi paragonati alla mitica figura di Arconada.
Dal suo ritiro Arconada è rimasto ai margini del mondo del calcio, dedicandosi ad affari privati. Tuttavia negli ultimi anni il suo nome è emerso in forma ricorrente come possibile candidato alla presidenza della Real Sociedad, sebbene questa candidatura, per il momento, non sia arrivata a materializzarsi. Ha un fratello minore, Gonzalo Arconada, che fu allenatore della squadra bianco-blu durante alcuni mesi del 2006.

### Nazionale
Arconada fu il portiere abituale della nazionale di calcio spagnola tra il 1977 ed il 1985. Ricoprì il ruolo di capitano della nazionale in numerose partite. In totale sommò 68 partite con la nazionale, nelle quali subì 62 gol. Ancora oggi figura fra i 10 giocatori con più partite disputate nella nazionale spagnola, avendo ricoperto per un periodo il record di partite internazionali con la Spagna.
Prima di debuttare con la nazionale maggiore, Arconada aveva fatto parte della nazionale olimpica nei Giochi Olimpici del 1976. Con la nazionale spagnola debuttò il 27 marzo 1977 in una partita Spagna-Ungheria. Fece parte della convocazione della Coppa del mondo di calcio 1978, anche se non giocò un solo minuto in Argentina. Successivamente fu il portiere titolare della Spagna nel Campionato europeo di calcio 1980 in Italia, nella Coppa del mondo di calcio 1982 in Spagna e infine nel Campionato europeo di calcio 1984 disputato in Francia.
Il più importante successo ottenuto da Arconada con la nazionale spagnola fu il secondo posto nel Campionato europeo di calcio 1984 in Francia. Arconada realizzò un grande campionato in quella competizione, anche se è ricordato principalmente per l'errore commesso contro la Francia, dove subì un gol inspiegabile facendosi scivolare sotto al corpo la palla, dopo aver parato una punizione di Michel Platini. Quel gol è conosciuto in Spagna come il gol di Arconada. Nella premiazione della finale di Euro 2008, il terzo portiere della selezione spagnola, Andrés Palop, vestì la maglia di Arconada in omaggio all'ex portiere e capitano della nazionale; intervistato, Palop disse "si merita un omaggio importante, ho avuto l'opportunità di ricevere la sua maglia, l'ho portata e mi ero ripromesso che se avessimo alzato la coppa l'avrei indossata, perché storicamente è ricordato per una sua papera, però è giusto che sia ricordato perché fu anche un grande portiere e che fece grandi parate, sia per la sua squadra che per la maglia che porto".
Un'altra polemica famosa che coinvolse Arconada fu il suo presunto rifiuto di indossare i calzettoni ufficiali della nazionale che includevano i colori della bandiera spagnola durante il mondiale del 1982. Questo rifiuto era attribuito da alcuni alla sua condizione di basco, mentre altri lo attribuivano alla superstizione, poiché Arconada nel suo club indossava sempre calzettoni bianchi e manteneva quell'abitudine anche nella nazionale. Durante la sua carriera come giocatore della nazionale, tuttavia, Arconada disputò partite con i calzettoni ufficiali e con la fascia di capitano (che includevano i colori della bandiera spagnola, oltre a portare lo scudetto sulla sua maglietta).
Nel 1985 la grave lesione subita allontanò Arconada dalla nazionale, non venendo mai più di nuovo convocato. Il suo posto nella nazionale spagnola fu occupato da un altro basco, Andoni Zubizarreta, che sarebbe arrivato a superare ampiamente il numero di partire internazionali di Arconada. Arconada disputò anche alcune partite amichevoli con la selezione di calcio dei Paesi Baschi. Fu inoltre tra i convocati della Selezione Europea nella gara ufficiale della nazionale italiana, il 383º incontro disputato dagli azzurri del 25 febbraio 1981 allo Stadio Olimpico di Roma, organizzata per raccogliere fondi per le vittime del terremoto dell'Irpinia: la gara si concluse con la vittoria per 3-0 della Selezione Europea e vi giocò il primo tempo.

## Statistiche

### Cronologia presenze e reti in nazionale
| Cronologia completa delle presenze e delle reti in nazionale ― Spagna | Cronologia completa delle presenze e delle reti in nazionale ― Spagna | Cronologia completa delle presenze e delle reti in nazionale ― Spagna | Cronologia completa delle presenze e delle reti in nazionale ― Spagna | Cronologia completa delle presenze e delle reti in nazionale ― Spagna | Cronologia completa delle presenze e delle reti in nazionale ― Spagna | Cronologia completa delle presenze e delle reti in nazionale ― Spagna | Cronologia completa delle presenze e delle reti in nazionale ― Spagna |
| Data                                                                  | Città                                                                 | In casa                                                               | Risultato                                                             | Ospiti                                                                | Competizione                                                          | Reti                                                                  | Note                                                                  |
| --------------------------------------------------------------------- | --------------------------------------------------------------------- | --------------------------------------------------------------------- | --------------------------------------------------------------------- | --------------------------------------------------------------------- | --------------------------------------------------------------------- | --------------------------------------------------------------------- | --------------------------------------------------------------------- |
| 27-3-1977                                                             | Alicante                                                              | Spagna                                                                | 1 – 1                                                                 | Ungheria                                                              | Amichevole                                                            | -1                                                                    | 46’                                                                   |
| 21-9-1977                                                             | Berna                                                                 | Svizzera                                                              | 1 – 2                                                                 | Spagna                                                                | Amichevole                                                            | -1                                                                    | 46’                                                                   |
| 26-10-1977                                                            | Madrid                                                                | Spagna                                                                | 2 – 0                                                                 | Romania                                                               | Qual. Mondiali 1978                                                   | -                                                                     |                                                                       |
| 25-1-1978                                                             | Madrid                                                                | Spagna                                                                | 2 – 1                                                                 | Italia                                                                | Amichevole                                                            | -1                                                                    |                                                                       |
| 26-4-1978                                                             | Granada                                                               | Spagna                                                                | 2 – 0                                                                 | Messico                                                               | Amichevole                                                            | -                                                                     | 46’                                                                   |
| 24-5-1978                                                             | Montevideo                                                            | Uruguay                                                               | 0 – 0                                                                 | Spagna                                                                | Amichevole                                                            | -                                                                     | 46’                                                                   |
| 14-3-1979                                                             | Bratislava                                                            | Cecoslovacchia                                                        | 1 – 0                                                                 | Spagna                                                                | Amichevole                                                            | -                                                                     | 46’                                                                   |
| 4-4-1979                                                              | Craiova                                                               | Romania                                                               | 2 – 2                                                                 | Spagna                                                                | Qual. Euro 1980                                                       | -2                                                                    |                                                                       |
| 26-9-1979                                                             | Vigo                                                                  | Spagna                                                                | 1 – 1                                                                 | Portogallo                                                            | Amichevole                                                            | -1                                                                    |                                                                       |
| 10-10-1979                                                            | Valencia                                                              | Spagna                                                                | 0 – 1                                                                 | Jugoslavia                                                            | Qual. Euro 1980                                                       | -1                                                                    |                                                                       |
| 14-11-1979                                                            | Cadice                                                                | Spagna                                                                | 1 – 3                                                                 | Danimarca                                                             | Amichevole                                                            | -1                                                                    | 46’                                                                   |
| 9-12-1979                                                             | Limassol                                                              | Cipro                                                                 | 1 – 3                                                                 | Spagna                                                                | Qual. Euro 1980                                                       | -1                                                                    |                                                                       |
| 23-1-1980                                                             | Vigo                                                                  | Spagna                                                                | 1 – 0                                                                 | Paesi Bassi                                                           | Amichevole                                                            | -                                                                     |                                                                       |
| 13-2-1980                                                             | Malaga                                                                | Spagna                                                                | 0 – 1                                                                 | Germania Est                                                          | Amichevole                                                            | -1                                                                    |                                                                       |
| 26-3-1980                                                             | Barcellona                                                            | Spagna                                                                | 0 – 2                                                                 | Inghilterra                                                           | Amichevole                                                            | -2                                                                    |                                                                       |
| 16-4-1980                                                             | Gijón                                                                 | Spagna                                                                | 2 – 2                                                                 | Cecoslovacchia                                                        | Amichevole                                                            | -2                                                                    |                                                                       |
| 21-5-1980                                                             | Copenaghen                                                            | Danimarca                                                             | 2 – 2                                                                 | Spagna                                                                | Amichevole                                                            | -                                                                     | 46’                                                                   |
| 12-6-1980                                                             | Milano                                                                | Italia                                                                | 0 – 0                                                                 | Spagna                                                                | Euro 1980 - 1º turno                                                  | -                                                                     |                                                                       |
| 15-6-1980                                                             | Milano                                                                | Belgio                                                                | 2 – 1                                                                 | Spagna                                                                | Euro 1980 - 1º turno                                                  | -2                                                                    |                                                                       |
| 18-6-1980                                                             | Napoli                                                                | Spagna                                                                | 1 – 2                                                                 | Inghilterra                                                           | Euro 1980 - 1º turno                                                  | -2                                                                    |                                                                       |
| 24-9-1980                                                             | Budapest                                                              | Ungheria                                                              | 2 – 2                                                                 | Spagna                                                                | Amichevole                                                            | -2                                                                    | cap.                                                                  |
| 15-10-1980                                                            | Lipsia                                                                | Germania Est                                                          | 0 – 0                                                                 | Spagna                                                                | Amichevole                                                            | -                                                                     | cap.                                                                  |
| 12-11-1980                                                            | Barcellona                                                            | Spagna                                                                | 1 – 2                                                                 | Polonia                                                               | Amichevole                                                            | -2                                                                    | cap.                                                                  |
| 18-2-1981                                                             | Madrid                                                                | Spagna                                                                | 1 – 0                                                                 | Francia                                                               | Amichevole                                                            | -                                                                     | cap.                                                                  |
| 25-3-1981                                                             | Londra                                                                | Inghilterra                                                           | 1 – 2                                                                 | Spagna                                                                | Amichevole                                                            | -1                                                                    | cap.                                                                  |
| 15-4-1981                                                             | Valencia                                                              | Spagna                                                                | 0 – 3                                                                 | Ungheria                                                              | Amichevole                                                            | -3                                                                    | cap.                                                                  |
| 20-6-1981                                                             | Porto                                                                 | Portogallo                                                            | 2 – 0                                                                 | Spagna                                                                | Amichevole                                                            | -2                                                                    | cap.                                                                  |
| 23-6-1981                                                             | Città del Messico                                                     | Messico                                                               | 1 – 3                                                                 | Spagna                                                                | Amichevole                                                            | -1                                                                    | cap.                                                                  |
| 27-6-1981                                                             | Caracas                                                               | Venezuela                                                             | 1 – 3                                                                 | Spagna                                                                | Amichevole                                                            | -1                                                                    | cap.                                                                  |
| 2-7-1981                                                              | Bogotà                                                                | Colombia                                                              | 1 – 3                                                                 | Spagna                                                                | Amichevole                                                            | -1                                                                    | cap.                                                                  |
| 5-7-1981                                                              | Ñuñoa                                                                 | Cile                                                                  | 1 – 1                                                                 | Spagna                                                                | Amichevole                                                            | -1                                                                    | cap.                                                                  |
| 8-7-1981                                                              | Salvador                                                              | Brasile                                                               | 1 – 3                                                                 | Spagna                                                                | Amichevole                                                            | -1                                                                    | cap.                                                                  |
| 23-9-1981                                                             | Vienna                                                                | Austria                                                               | 0 – 0                                                                 | Spagna                                                                | Amichevole                                                            | -                                                                     | cap.                                                                  |
| 14-10-1981                                                            | Valencia                                                              | Spagna                                                                | 3 – 0                                                                 | Lussemburgo                                                           | Amichevole                                                            | -                                                                     | cap.                                                                  |
| 18-11-1981                                                            | Łódź                                                                  | Polonia                                                               | 2 – 3                                                                 | Spagna                                                                | Amichevole                                                            | -2                                                                    | cap.                                                                  |
| 16-12-1981                                                            | Valencia                                                              | Spagna                                                                | 2 – 0                                                                 | Belgio                                                                | Amichevole                                                            | -                                                                     | cap.                                                                  |
| 24-2-1982                                                             | Valencia                                                              | Spagna                                                                | 3 – 0                                                                 | Scozia                                                                | Amichevole                                                            | -                                                                     | cap.                                                                  |
| 24-3-1982                                                             | Valencia                                                              | Spagna                                                                | 1 – 1                                                                 | Galles                                                                | Amichevole                                                            | -1                                                                    | cap.                                                                  |
| 28-4-1982                                                             | Valencia                                                              | Spagna                                                                | 2 – 0                                                                 | Svizzera                                                              | Amichevole                                                            | -                                                                     | cap.                                                                  |
| 16-6-1982                                                             | Valencia                                                              | Spagna                                                                | 1 – 1                                                                 | Honduras                                                              | Mondiali 1982 - 1º turno                                              | -1                                                                    | cap.                                                                  |
| 20-6-1982                                                             | Valencia                                                              | Spagna                                                                | 2 – 1                                                                 | Jugoslavia                                                            | Mondiali 1982 - 1º turno                                              | -1                                                                    | cap.                                                                  |
| 25-6-1982                                                             | Valencia                                                              | Spagna                                                                | 0 – 1                                                                 | Irlanda del Nord                                                      | Mondiali 1982 - 1º turno                                              | -1                                                                    | cap.                                                                  |
| 2-7-1982                                                              | Madrid                                                                | Spagna                                                                | 1 – 2                                                                 | Germania Ovest                                                        | Mondiali 1982 - 2º turno                                              | -2                                                                    | cap.                                                                  |
| 5-7-1982                                                              | Madrid                                                                | Spagna                                                                | 0 – 0                                                                 | Inghilterra                                                           | Mondiali 1982 - 2º turno                                              | -                                                                     | cap.                                                                  |
| 27-10-1982                                                            | Malaga                                                                | Spagna                                                                | 1 – 0                                                                 | Islanda                                                               | Qual. Euro 1984                                                       | -                                                                     | cap.                                                                  |
| 17-11-1982                                                            | Dublino                                                               | Irlanda                                                               | 3 – 3                                                                 | Spagna                                                                | Qual. Euro 1984                                                       | -3                                                                    | cap.                                                                  |
| 16-2-1983                                                             | Siviglia                                                              | Spagna                                                                | 1 – 0                                                                 | Paesi Bassi                                                           | Qual. Euro 1984                                                       | -                                                                     | cap.                                                                  |
| 27-4-1983                                                             | Saragozza                                                             | Spagna                                                                | 2 – 0                                                                 | Irlanda                                                               | Qual. Euro 1984                                                       | -                                                                     | cap.                                                                  |
| 15-5-1983                                                             | Ta' Qali                                                              | Malta                                                                 | 2 – 3                                                                 | Spagna                                                                | Qual. Euro 1984                                                       | -2                                                                    | cap.                                                                  |
| 29-5-1983                                                             | Reykjavík                                                             | Islanda                                                               | 0 – 1                                                                 | Spagna                                                                | Qual. Euro 1984                                                       | -                                                                     | cap.                                                                  |
| 5-10-1983                                                             | Parigi                                                                | Francia                                                               | 1 – 1                                                                 | Spagna                                                                | Amichevole                                                            | -1                                                                    | cap.                                                                  |
| 16-11-1983                                                            | Rotterdam                                                             | Paesi Bassi                                                           | 2 – 1                                                                 | Spagna                                                                | Qual. Euro 1984                                                       | -2                                                                    | cap.                                                                  |
| 29-2-1984                                                             | Lussemburgo                                                           | Lussemburgo                                                           | 0 – 1                                                                 | Spagna                                                                | Amichevole                                                            | -                                                                     | cap.                                                                  |
| 11-4-1984                                                             | Valencia                                                              | Spagna                                                                | 2 – 1                                                                 | Danimarca                                                             | Amichevole                                                            | -1                                                                    | cap.                                                                  |
| 26-5-1984                                                             | Ginevra                                                               | Svizzera                                                              | 0 – 4                                                                 | Spagna                                                                | Amichevole                                                            | -                                                                     | cap.                                                                  |
| 31-5-1984                                                             | Budapest                                                              | Ungheria                                                              | 1 – 1                                                                 | Spagna                                                                | Amichevole                                                            | -1                                                                    | cap.                                                                  |
| 7-6-1984                                                              | La Línea de la Concepción                                             | Spagna                                                                | 0 – 1                                                                 | Jugoslavia                                                            | Amichevole                                                            | -1                                                                    | cap.                                                                  |
| 14-6-1984                                                             | Saint-Étienne                                                         | Spagna                                                                | 1 – 1                                                                 | Romania                                                               | Euro 1984 - 1º turno                                                  | -1                                                                    | cap.                                                                  |
| 17-6-1984                                                             | Marsiglia                                                             | Portogallo                                                            | 1 – 1                                                                 | Spagna                                                                | Euro 1984 - 1º turno                                                  | -1                                                                    | cap.                                                                  |
| 20-6-1984                                                             | Parigi                                                                | Spagna                                                                | 1 – 0                                                                 | Germania Ovest                                                        | Euro 1984 - 1º turno                                                  | -                                                                     | cap.                                                                  |
| 24-6-1984                                                             | Montpellier                                                           | Spagna                                                                | 1 – 1 dts (5 – 4 dtr)                                                 | Danimarca                                                             | Euro 1984 - Semifinale                                                | -1                                                                    | cap.                                                                  |
| 27-6-1984                                                             | Parigi                                                                | Francia                                                               | 2 – 0                                                                 | Spagna                                                                | Euro 1984 - Finale                                                    | -2                                                                    | cap.                                                                  |
| 17-10-1984                                                            | Siviglia                                                              | Spagna                                                                | 3 – 0                                                                 | Galles                                                                | Qual. Mondiali 1986                                                   | -                                                                     | cap.                                                                  |
| 14-11-1984                                                            | Glasgow                                                               | Scozia                                                                | 3 – 1                                                                 | Spagna                                                                | Qual. Mondiali 1986                                                   | -3                                                                    | cap.                                                                  |
| 23-1-1985                                                             | Alicante                                                              | Spagna                                                                | 3 – 1                                                                 | Finlandia                                                             | Amichevole                                                            | -1                                                                    | cap. 46’                                                              |
| 27-2-1985                                                             | Siviglia                                                              | Spagna                                                                | 1 – 0                                                                 | Scozia                                                                | Qual. Mondiali 1986                                                   | -                                                                     | cap.                                                                  |
| 27-3-1985                                                             | Palma di Maiorca                                                      | Spagna                                                                | 0 – 0                                                                 | Irlanda del Nord                                                      | Amichevole                                                            | -                                                                     | cap.                                                                  |
| 30-4-1985                                                             | Wrexham                                                               | Galles                                                                | 3 – 0                                                                 | Spagna                                                                | Qual. Mondiali 1986                                                   | -3                                                                    | cap.                                                                  |
| Totale                                                                |                                                                       | Presenze                                                              | 68                                                                    |                                                                       | Reti                                                                  | -64                                                                   |                                                                       |

## Palmarès

### Club
- Campionato spagnolo: 2

Real Sociedad: 1980-1981, 1981-1982
- Coppa di Spagna: 1

Real Sociedad: 1986-1987
- Supercoppa di Spagna: 1

Real Sociedad: 1982

### Individuale
- Trofeo Zamora: 3

1979-1980, 1980-1981, 1981-1982